# Piglio
Piglio település Olaszországban, Lazio régióban, Frosinone megyében. Lakosainak száma 4375 fő (2023. január 1.). Piglio Acuto, Arcinazzo Romano, Fiuggi, Serrone, Trevi nel Lazio, Anagni és Paliano községekkel határos.

## Népesség
A település lakossága az elmúlt években az alábbi módon változott:
| Lakosok száma | 4637 | 4601 | 4375 |
|               | 2017 | 2018 | 2023 |